# Католицизм в Катарі
Католицька Церква в Катарі є частиною всесвітньої Католицької Церкви під духовним керівництвом Папи Римського в Римі.

## Історія

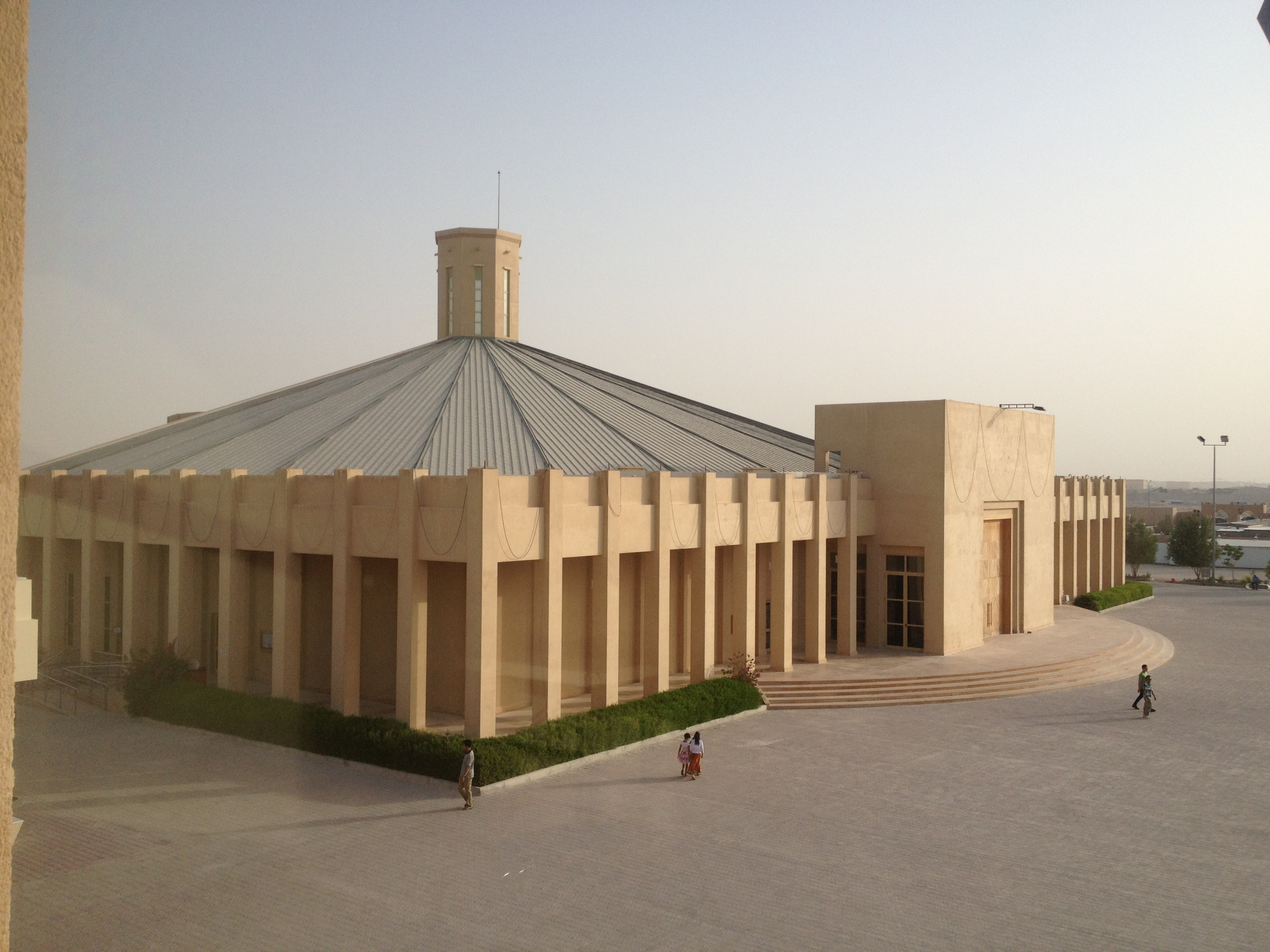
Церква Матері Божої Вервиці

У Катарі проживає 200 000 католиків, більшість з яких є працівниками-емігрантами з Філіппін, Лівану, Індії, Південної Америки та Великої Британії. Катар є частиною Апостольського вікаріату Північної Аравії.
Перша католицька церква в Катарі присвячена Богородиці Вервиці була освячена в столиці Досі 14 березня 2008 року. Церква також є першою в арабському мусульманському еміраті. Будівництво церкви обійшлося в 15 мільйонів доларів, що були зібрані від католиків з усього Аравійського півострова. Раніше католики та інші християни обмежувалися неформальними груповими зустрічами вдома.
У країні також є дві східні католицькі церкви: Маланкарська католицька церква Св. Марії та Сиро-Малабарська церква Св. Томи.